# Javoršek
Javoršek je priimek v Sloveniji, ki ga je po podatkih Statističnega urada Republike Slovenije na dan 1. januarja 2010 uporabljalo 162 oseb.

## Znani nosilci priimka
- Anja Javoršek (*1996), smučarska skakalka
- Jan Jona Javoršek (*1971), računalnikar, prevajalec, vodja infrastrukturnega centra IJS
- Jože Javoršek (1920—1990), partizan, dramatik, pesnik, pisatelj, esejist, kritik
- Ljubo Javoršek (*1952), mojster in trener karateja
- Miha Javoršek, filozof?
- Marija Javoršek (r. Kiauta) (1939—2024), knjižničarka, prevajalka in leksikografinja
- Urša Vogrinc Javoršek, lektorica, prevajalka